# Srednje Grčevje
Srednje Grčevje – wieś w Słowenii, w gminie miejskiej Novo mesto. W 2018 roku liczyła 95 mieszkańców. 